# رامپورهات
رامپورهات (به انگلیسی: Rampurhat) یک منطقهٔ مسکونی در هند است که در Rampurhat subdivision واقع شده‌است. رامپورهات ۱۶٫۳۲ کیلومتر مربع مساحت و ۵۷٬۸۳۳ نفر جمعیت دارد.